# .py
.py je internetová národní doména nejvyššího řádu pro Paraguay.